# Fotbollsfruar
Fotbollsfruar (originaltitel Footballers' Wives), brittiskt TV-drama som skapades i början av 2000-talet av Maureen Chadwick och Ann McManus. Serien är inspelad i flera säsonger, och är betydligt mer känd i Storbritannien än i Sverige, där den gick på Kanal 5.
Serien handlar om fotbollsspelarna i Earls Park och deras bortskämda fruar som verkar ha allt och lever det lyxliv många läser om i skvallertidningarna.I England har serien nu gjort sin sista säsong eftersom tittarsiffrorna har rasat. En amerikansk version av serien är dock på gång men i den kommer det vara fruar till spelare i amerikansk fotboll som kommer att stå i centrum.

## Rollfigurer
Handlingen kretsar främst kring Conrad Gates (Ben Prize) som är lagkapten för Earls Park. Hans liv handlar om två kvinnor, Amber Gates (Laila Rouass) och Tanya Turner (Zoe Lucker), som i princip slåss om honom. Ena dan tillhör han den ena och nästa till den andra. Conrad får ett barn med Amber, vilket man först trodde var Tanyas barn och diverse konflikter brakar samman.En annan viktig person är Harley Lawson (Jamie Davis) som är en skicklig fotbollsspelare. Innan han kom till Earls Park spelade han bland annat för Liverpool och Leeds. Hans äktenskap med den barnsliga Shannon Lawson (Sarah Barrand) är rörigt eftersom det enda hon är ute efter är att bli kändis, vilket inte Harley är speciellt förtjust över. Den aggressiva Bruno Milligan (Ben Richards) är en talangfull spelare med ett mindre kärleksfullt äktenskap med Lucy Milligan (Helen Latham). De har ett barn ihop och frågan är hur länge deras äktenskap kommer att hålla. Inte nog med det har han en egen luxrestaurang med olaglig arbetskraft.Klubbens tränare Roger Webb (Jesse Birdsall) är en riktig känslolös hårding. Han tvingar bland annat sin son att träna oavbrutet för att platsa i Earls Park.Hazel Baily (Alison Newman) är klubbens ordförande. Hon gör allt för att pressen ska hålla sig borta och är den perfekta rollen för att vara innehavare av pondus, dominans och nonchalans.